# Cerdaña
Cerdaña est une suite de cinq pièces pour piano de Déodat de Séverac. Composée entre 1908 et 1911, elle est créée le 11 avril 1911 par Blanche Selva à Bruxelles. La sixième pièce, Baigneuses au soleil, sera détachée et publiée à part.

## Structure
1. En Tartane (l'arrivée en Cerdagne)
2. Les Fêtes (souvenir de Puigcerdà)
3. Ménétriers et glaneuses (souvenir d'un pèlerinage à Font-Romeu)
4. Les muletiers devant le Christ de Llivia (complainte)
5. Le retour des muletiers

## Discographie sélective
- Cerdaña par Jean-Joël Barbier BAM
- Cerdaña et œuvres diverses par Magda Tagliaferro Erato

## Source
- François-René Tranchefort, Guide de la musique de piano et clavecin éd. Fayard p. 776 et 777